# Sant'Andrea di Conza
Sant'Andrea di Conza är en ort och kommun i provinsen Avellino i regionen Kampanien i Italien. Kommunen hade 1 482 invånare (2017).